# 18 Wheels of Steel: Extreme Trucker
18 Wheels Of Steel: Extreme Trucker (рус. 18 стальных колёс: Экстремальные дальнобойщики) — компьютерная игра в жанре симулятора грузовых перевозок, разработанная чешской компанией SCS Software и выпущенная 23 октября 2009 года компанией ValuSoft для персонального компьютера. В России и странах СНГ изданием занимается «Новый Диск».
Седьмая часть в серии игр 18 Wheels of Steel.

## Игровой процесс
В этой игре разработчики впервые в серии отходят от концепции открытого мира, которая использовалась в предыдущих частях; игроку на выбор предлагаются большие трассы, как правило это местность с труднопроходимыми дорожными условиями: малозаселенные районы Австралии, Юнгас-Роад (также известная как «Дорога смерти») и Маккензи роад.
Выбирая одну из локаций и один из предложенных грузовиков, игрок должен преодолеть расстояния и в экстремальных условиях доставить нужный груз в точку назначения.

## Критика и признание
Игра была включена в списки лучших жанровых игр рядом специализированных игровых сайтов.